# Martin Amedick
Martin Amedick (Paderborn, 1982. szeptember 6. –) német labdarúgó, az SC Paderborn 07 hátvédje.